# Elsterheide
Elsterheide (alt sòrab: Halštrowska hola) és un municipi alemany que pertany a l'estat de Saxònia. Es troba a uns 5 km al nord-oest de Hoyerswerda i limita al nord amb l'estat de Brandenburg.

## Llogarets
- Bergen (Hory)
- Bluno (Bluń)
- Geierswalde (Lejno)
- Klein Partwitz (Bjezdowy)
- Nardt (Narć)
- Neuwiese (Nowa Łuka)
- Sabrodt (Zabrod)
- Seidewinkel (Židźino)
- Tätzschwitz (Ptačecy)